# Totò sexy
Totò sexy è un film del 1963 diretto da Mario Amendola.

## Trama
Due suonatori ambulanti, Ninì e Mimì, vengono arrestati per contrabbando. Condotti in galera, passano il tempo ricordando i loro viaggi di piacere.

## Produzione
É il secondo capitolo di Totò a fare il verso ai mondo movie, documentari realizzati negli anni Sessanta per stupire lo spettatore, spesso con l'uso di immagini violente oppure erotiche.
Compare, in un piccolo cameo, Gianni Morandi.
Ruggero Deodato è stato assistente alla regia di Amendola.
Alcune scene sono state "riciclate" dal precedente Totò di notte n. 1.

## Distribuzione
Uscito nelle sale italiane il 5 settembre del 1963, la pellicola venne vietata ai minori di 18 anni per contenuti esplicitamente sessuali.
Il lungometraggio venne, in seguito, proposto in formato home video.

## Accoglienza
Almeno dodici pellicole apparvero in Italia, nella stagione cinematografica 1962-1963, con la parola sexy nel titolo. «Con il centrosinistra che si profilava all'orizzonte, e, di conseguenza,  con l'instaurazione di una censura cinematografica più "elastica" (...). i produttori si buttarono a pesce sulla confezione a scatola chiusa di intere serie di filmetti estremamente commerciali, aventi per unico scopo l'intento di mostrare un po' di cosce e seni al pubblico giubilante e pagante...»
È considerata una delle pellicole peggiori di Totò, fotocopia di Totò di notte n. 1, con gli stessi scadenti risultati. Ne ha scritto Valentino De Carlo: